# Amor Dhib
Amor Dhib (arabe : عمر الذيب) ou Amor Sebri, né le 2 février 1946 à Kairouan, est un joueur puis entraîneur de football tunisien.
Il est actuellement l'entraîneur et le président du Club olympique des transports.

## Carrière de joueur
Durant toute sa carrière de footballeur, il n’a connu qu’un seul club, le Club olympique des transports, qu’il rejoint dès son jeune âge alors que ce club évolue en troisième division sous l’appellation de « Club olympique tunisien ». L’entraîneur Hmid Dhib fait appel à lui parmi les seniors alors qu’il n’a que 17 ans. Évoluant au poste d’ailier gauche, il prend part à la double accession du club en division nationale en 1965 et 1967 avant de mettre fin à sa carrière de footballeur à l'âge de 24 ans, préférant celle d’entraîneur. Il se met alors au service de son club et entraîne progressivement toutes les catégories, des minimes aux seniors.

## Carrière d'entraîneur
Muni de son diplôme d’entraîneur, il entame très tôt cette fonction au sein de son club. Sa première expérience en dehors de Mellassine, siège de son club, se déroule à l’Étoile sportive de Métlaoui. Son efficacité et son sérieux lui ouvrent rapidement les portes de clubs en Tunisie et à l’étranger.
Après un long périple, il revient pour prendre sa retraite mais, choqué par la situation désastreuse de son ancien club menacé de relégation en division régionale et abandonné par son comité directeur et les entraîneurs Mohamed Temri puis Maher Guizani, il accepte de se mettre à son service comme entraîneur bénévole. Les résultats s’améliorent certes mais, sans comité directeur, le club ne dispose pas de ballons suffisants et ses maillots sont usés depuis longtemps. Les anciens dirigeants qu’il a connus comme footballeur, à l’instar de Ferid Mehrezi et Lotfi Khemiri, insistent pour qu’il se porte candidat à la présidence, ce qu’il accepte en fin de compte, cumulant ainsi les tâches de président et d’entraîneur.

## Palmarès

### Joueur
- Champion de Tunisie (Ligue II) : 1965, 1967

### Entraîneur
- Champion de Tunisie : 1985, 1986
- Vainqueur de la coupe d'Arabie saoudite avec l'Al-Hilal Football Club[5]